# Юозайтис, Арвидас Ионович
Арви́дас Юоза́йтис (лит. Arvydas Juozaitis; 18 апреля 1956, Вильнюс, Литовская ССР) — советский пловец, бронзовый призёр Олимпийских игр. В настоящее время является известным литовским публицистом, писателем, политиком и философом.

## Карьера
На Олимпиаде в Монреале Арвидас выиграл бронзовую медаль на дистанции 100 метров брассом, уступив британцу Дэвиду Вилки и американцу Джону Хенкену. На 200 метрах он стал 6-м, а в комбинированной эстафете 4×100 метров занял 5-е место.

## После завершения карьеры
В 1980 году Арвидас Юозайтис окончил Вильнюсский университет. В 1985—1987 годах преподавал в Литовской консерватории. В 1986 году получил степень доктора философии. В 1987—2001 годах был старшим научным сотрудником Института философии, социологии и права Академии наук Литвы. Позже, в 1998—2004 годах, преподавал в Международной бизнес-школе Вильнюсского университета.
Один из создателей и лидеров движения «Саюдис», возглавившего в 1988—1990 годах процесс выхода Литовской ССР из состава СССР. Участвовал в восстановлении Национального олимпийского комитета Литвы (1988); член его Генерального ассамблея и Исполнительного комитета. 
В 1990 году был одним из учредителей общества «Шяурес Атенай» и одним из редакторов и издетелей еженедельной газеты „Šiaurės Atėnai“ («Северные Афины»). Один из основателей Союза либералов Литвы (1990). В 1995—2000 годах главный редактор журнала „Naujoji Romuva“. В 2001—2004 годах был советником по вопросам образования и культуры премьер-министра Альгирдаса Бразаускаса.
С 2004 по 2009 год работал атташе по культуре Генерального консульства Литвы в Калининграде. C 2009 по 2012 жил в Риге. В 2012—2017 годах — вице-президент Литовского олимпийского комитета.
С 2013 года преподаёт в Клайпедском университете; доцент (2015). В 2019 году был одним из кандидатов президентских выборов. 

## Награды и звания
- Премия Винцаса Кудирки (1992).
- Рыцарский крест ордена Великого князя Литовского Гядиминаса (1997).
- Медаль Независимости Литвы (2000).
- Литературная премия Евы Симонайтите (2007).
- Премия Балтийской ассамблеи в области литературы (2011).
- Медаль Балтийской ассамблеи (2011)[5].
- Орден Креста земли Марии 4-й степени (Эстония, 2013).

## Книги
- Sąjūdis ir demokratija (1990)
- Valdžia ir laisvė (1990; второе издание 1998)
- Nepriklausomybės kryžkelė (1992)
- Lietuvos nepriklausomybės judėjimas ir nacionalinės mažumos (The Lithuanian Independence Movement and National Minorities (1992)
- Tarp žmonių (1993)
- Laiškai post scriptum (1995)
- Šanchajaus istorijos (1995)
- Tėvas Stanislovas (1995)
- Alsavimas (1996)
- Salomėja — sunkiausi metai (1997, второе издание 1999)
- Vilniaus langas-1997 (1998)
- Vilniaus langas-1998 (1999)
- Prisilietimai (1999)
- Vilniaus langas-1999 (2000)
- Ištvermės metai ir A. Brazauskas: 1990–1997 metų politinė patirtis (2001)
- Kultūros įkvėpiai (2001)
- Laikraštis (2003)
- Karalių miestas be karalių (2006, четвёртое издание 2014)
- Gyvųjų teatras: istorinių asmenybių dramos (2012)
- Ryga — niekieno civilizacija (2014)
- Kraštai ir žmonės (2015)
- Klaipėda — Mėmelio paslaptis (2016)
- Tėvynės tuštėjimo metas. 2000—2017 metai (2018)
- Imanuelis Kantas. Amžinybės nebus (2018)